# Charlie Haas
Charles Doyle "Charlie" Haas II (27 de març de 1972 -), és un lluitador professional nord-americà, que treballa a la marca de SmackDown! de l'empresa World Wrestling Entertainment (WWE).